# Ruphus
Ruphus was een Noorse band uit de jaren zeventig die een mix van jazzrock en symfonische rock speelde.
In 1970 troffen Kjell Larson en Asle Nilsen elkaar in Oslo bij een openluchtfestival. Ze begonnen muziek te schrijven en twee jaar later was Ruphus een feit. In 1973 volgde hun eerste muziekalbum, New Born Day, dat in Noorwegen werd uitgebracht via Polydor/Polygram; in Duitsland via Brain Metronome. Duitsland was destijds in de ban van krautrock en daar sloot de muziek van Ruphus goed bij aan. Voor de rest van de wereld werd kennelijk geen contract afgesloten, want Nederland moest het doen met de Duitse versie. In 1974 toerde Ruphus door Noorwegen en werd een tv-special aan de groep gewijd. In hetzelfde jaar volgde een korte tournee door Duitsland en nam Ruphus in Noorwegen het tweede album op, Ranshart. Promotie van de albums bleef in de rest van de wereld echter uit.
Voor hun derde album, Let Your Light Shine, stuurde producer Terje Rypdal de groep meer de kant op van de jazzrock. Rypdal was toen al een zeer gewaardeerd jazzgitarist. Het Duitse platenlabel Brain, was gespecialiseerd in krautrock, organiseerde in 1977 een festival waar meer groepen als Ruphus optraden. In de Grugahallen in Essen speelde Ruphus voor zo’n 8.000 man publiek. Voor hun vierde album, Inner Voice, begonnen de eerste personeelswisselingen, maar de groep bleef in Noorwegen en Duitsland onverminderd populair; er werd zelfs een Best of uitgebracht, terwijl de groep uiteindelijk maar twee singles had uitgebracht. In 1980 viel het doek. In 1996 verscheen voor de Noorse markt nog een dubbelcompact disc met alternatieve en overgebleven opnamen en de geschiedenis van de band (in het Noors).
Doordat al hun albums moeilijk te verkrijgen zijn/waren, en Brain Metronome inmiddels failliet is, bereikt de groep een cultstatus. In de jaren negentig kwam dan de eerste cd-versie uit van New Born Day op een zeer klein Noors platenlabel Pan of Panorama. Later bleek dat dit label voor Noorwegen de rechten had, en in de loop der jaren verschijnen ook andere albums, waaronder in 2007 Inner Voice.

## Discografie

### Albums
- 1973 - New Born Day (lp: Polydor 2382 037) (cd: Panorama 012)
- 1974 - Ranshart (lp: Polydor 2382 046) (cd: Panorama 017)
- 1976 - Let Your Light Shine (lp: Polydor 2382 071) (cd: Panorama)
- 1977 - Inner Voice (lp: Polydor 2382 081) (cd: Panorama 029)
- 1978 - Flying Colours (lp: Polydor 2382 085)
- 1978 - Hot rhythm & high notes (lp: Electric TRIX 8)
- 1979 - Manmade (lp: Polydor 2382 092)
- 1996- Coloured Dreams and Hidden Schemes (cd: Polygram Oslo 529743)

### Singles
- 1974 - Flying dutchman fantasy/Opening scene (Polydor 2052 087)
- 1977 - No deal/Left behind (Polydor)